# أوتو كرستن
أوتو كرستن (و. 1839 – 1900 م) هو كيميائي، وعالم نبات، ومستكشف، وجغرافي ألماني، ولد في آلتنبورغ، توفي في آلتنبورغ، عن عمر يناهز 61 عاماً.

## التعليم
تعلم في جامعة لايبتزغ
.